# Tipulina breviceps
Tipulina breviceps är en tvåvingeart som beskrevs av Victor Ivanovitsch Motschulsky 1859. Tipulina breviceps ingår i släktet Tipulina och familjen småharkrankar. Inga underarter finns listade i Catalogue of Life.